# Dedo en gatillo
El dedo en gatillo, también conocido como tenosinovitis estenosante, es un trastorno caracterizado por la captura o el bloqueo del dedo afectado.  El dolor puede ocurrir en la palma de la mano o en los nudillos.  El nombre se debe al sonido de chasquido que hace el dedo afectado cuando se mueve.  Más comúnmente se afecta el dedo índice o el pulgar. 
Los factores de riesgo incluyen lesiones repetidas, diabetes, enfermedad renal, enfermedad tiroidea y enfermedad inflamatoria.  El mecanismo subyacente implica que la vaina del tendón es demasiado estrecha para el tendón flexor.  Esto ocurre típicamente a nivel de la polea A1.  Si bien a menudo se le conoce como un tipo de tenosinovitis estenosante, parece existir poca inflamación.  El diagnóstico generalmente se basa en los síntomas después de excluir otras posibles causas. 
El tratamiento inicial generalmente es con reposo, férula en el dedo, AINEs o inyecciones de esteroides.  Si esto no es efectivo se puede utilizar cirugía.  El dedo en gatillo es relativamente común.  Las mujeres son afectadas con más frecuencia que los varones.  Los que tienen entre 50 y 60 años son los más afectados.  La condición se describió formalmente en 1850. 

## Signos y síntomas
Los síntomas incluyen la captura o bloqueo del dedo involucrado.  A medida que avanza la enfermedad, el dolor puede ocurrir en la palma de la mano o en los nudillos. 

## Causas
La causa del dedo del gatillo no está clara, pero se han propuesto varias causas.  También se le ha llamado tenosinovitis estenosante (específicamente tenosinovitis estenosante digital), pero esto puede ser un nombre inapropiado, ya que la inflamación no es una característica predominante. 
Se ha especulado que el uso repetitivo y enérgico de un dedo conduce al estrechamiento de la funda digital fibrosa que es usada por el tendón, pero hay pocos datos científicos que apoyen esta teoría.  La relación entre el dedo en el gatillo y las actividades laborales es discutible y existe evidencia científica a favor y en contra del uso de la mano como causa.  Si bien el mecanismo no está claro, existe cierta evidencia de que es más probable que ocurra una activación del pulgar después de la cirugía para el síndrome del túnel carpiano.  También puede ocurrir en la artritis reumatoide. 

## Diagnóstico
El diagnóstico se realiza casi exclusivamente por la historia y el examen físico.  Más de un dedo puede verse afectado a la vez, aunque por lo general afecta el índice, el pulgar, el dedo medio o anular.  El disparo suele ser más pronunciado a altas horas de la noche y hasta la mañana, o al agarrar un objeto firmemente. 

## Tratamiento

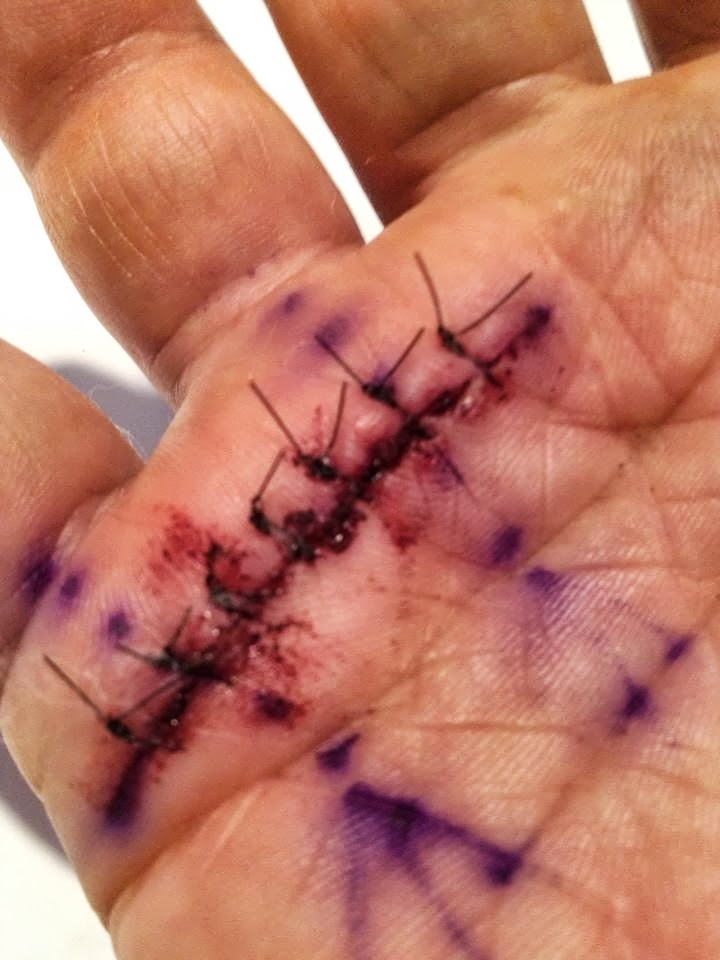
Foto postoperatoria de la cirugía de liberación del dedo en un paciente diabético. Ver:

La inyección de la vaina del tendón con un corticosteroide es efectiva durante semanas o meses en más de la mitad de las personas. 
Cuando falla la inyección de corticosteroides, el problema se resuelve de manera predecible mediante un procedimiento quirúrgico relativamente simple (generalmente ambulatorio, bajo anestesia local).  El cirujano cortará la vaina que restringe al tendón. 
Un estudio reciente en el Journal of Hand Surgery sugiere que el tratamiento más rentable consiste en dos ensayos de inyección de corticosteroides, seguidos de la liberación mediante la apertura de la primera polea anular.  La elección inmediata de la cirugía es la opción más costosa y, a menudo, no es necesaria para la resolución de los síntomas.  Más recientemente, un ensayo controlado aleatorio que comparó la inyección de corticosteroides con la liberación con aguja y la liberación abierta de la polea A1 informó que solo el 57% de los pacientes respondieron a la inyección de corticosteroides (definido como sin síntomas desencadenantes durante más de seis meses).  Esto se compara con una liberación percutánea de la aguja (tasa de éxito del 100%) y liberación abierta (tasa de éxito del 100%).  Esto es algo consistente con la más reciente Revisión Sistemática Cochrane de la inyección de corticosteroides para el dedo desencadenante que encontró solo dos ensayos controlados seudoaleatorios para una tasa total de éxito agrupada de solo el 37%.  Sin embargo, esta revisión sistemática no se ha actualizado desde 2009. 
Existe un mayor riesgo teórico de daño a los nervios asociado con la liberación percutánea de la aguja, ya que la técnica se realiza sin ver la polea A1.
La liberación con hilo del dedo en gatillo es un procedimiento guiado por ultrasonidos mínimamente invasivo en que utiliza un trozo de hilo de disección para transectar la polea A1 sin incisión. 

## Pronóstico
La historia natural de la enfermedad para el dedo en gatillo sigue siendo incierta. 
Existe alguna evidencia de que el dedo gatillo idiopático se comporta de manera diferente en las personas con diabetes.
La activación recurrente es inusual después de una inyección exitosa y rara después de una cirugía exitosa. 
Si bien la dificultad para extender la articulación interfalángica proximal puede persistir durante meses, se beneficia de los ejercicios para estirar el dedo más recto. 